# 西園寺実顕
西園寺 実顕（さいおんじ さねあき）は、鎌倉時代中期の公卿。太政大臣・西園寺公相の三男。官位は正三位・参議。

## 経歴
建長5年（1253年）に叙爵。侍従を経て、正嘉元年（1257年）正五位下・左近衛少将に叙任される。
播磨介、中宮権亮を歴任。文永7年（1270年）正三位・参議として公卿に列すが、翌文永8年（1271年）出家。文永9年（1272年）、薨去。
異母兄・実兼の生年と比較すると、20代あまりで没したと思われる。そのため、嗣子もなく官位も参議のままであった。

## 官歴
- 建長5年（1253年）2月19日：従五位下
- 建長6年（1254年）正月10日：従五位上（行幸前太政大臣北山第賞）
- 建長8年（1256年）正月26日：侍従
- 康元2年（1257年）正月20日：左近衛少将
- 正嘉元年（1257年）3月29日：正五位下
- 正嘉2年（1258年）正月13日：播磨介
- 正嘉2年12月14日（1259年1月）：従四位下
- 正嘉3年（1259年）3月8日：従四位上（朝覲行幸。諄子内親王給）
- 正元2年（1260年）3月29日：左近衛中将
- 文応元年（1260年）11月15日：正四位下（大嘗會叙位。大宮院御給）
- 弘長3年（1263年）4月5日：中宮権亮
- 文永4年（1267年）2月1日：従三位
- 文永6年（1269年）3月29日：伊予権守
- 文永7年（1270年）正月21日：参議
- 文永7年（1270年）9月4日：正三位
- 文永8年（1271年）11月12日：出家（依發心也）

## 系譜
- 父：西園寺公相（1223-1267）
- 母：藤原定家の娘
- 妻：西園寺公基の娘